# Simbabwische Fußballnationalmannschaft der Frauen

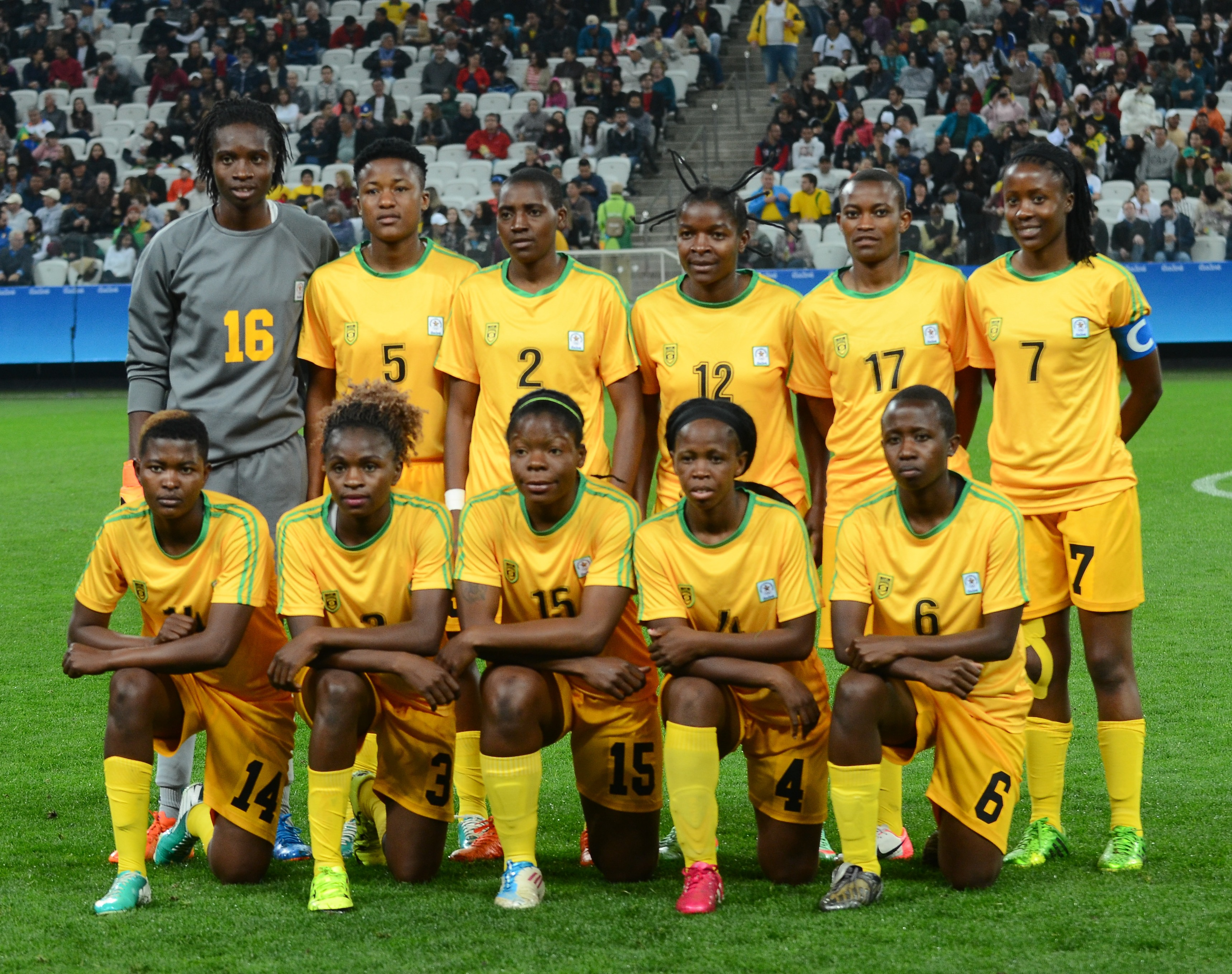
Die simbabwische Mannschaft bei den Olympischen Spielen 2016

Die simbabwische Fußballnationalmannschaft der Frauen repräsentiert Simbabwe im internationalen Frauenfußball. Die Nationalmannschaft ist dem simbabwischen Fußballverband unterstellt und wird von Shadreck Mlauzi trainiert.

## Geschichte
Die simbabwische Auswahl nahm bisher noch nie an einer Weltmeisterschaft teil. Bei den Afrikameisterschaften belegte sie einmal den vierten Platz, nahm aber häufig bereits an der Qualifikation nicht teil. Zudem nahm die Mannschaft zweimal am COSAFA-Cup teil.
Simbabwe spielte zunächst nur gegen afrikanische Mannschaften. Der bisher höchste Sieg – ein 15:0 gegen Lesotho – ist auch der höchste Sieg einer afrikanischen Mannschaft gegen eine andere afrikanische Mannschaft. Am 5. März 2013 bestritt die Mannschaft in Uruguay gegen Uruguay erstmals ein Spiel außerhalb Afrikas und konnte beim 3:3 als erste afrikanische Mannschaft einen Punkt gegen eine südamerikanische Mannschaft gewinnen. Vier Tage später gelang dann sogar mit dem 2:1 der erste Sieg einer afrikanischen Mannschaft gegen eine südamerikanische Mannschaft.
2015 qualifizierte sich die Mannschaft überraschend für die Olympischen Spiele 2016. Dabei profitierte die Mannschaft davon, dass WM-Teilnehmer Elfenbeinküste zum Rückspiel der dritten Runde nicht antrat und damit ausgeschlossen wurde, obwohl Simbabwe seinerseits zum Hinspiel nicht angetreten war und dieses mit 3:0 für die Elfenbeinküste gewertet worden war. In der entscheidenden vierten Runde setzte sich Simbabwe dann gegen WM-Teilnehmer Kamerun aufgrund der Auswärtstorregel durch, durch die schon die zweite Runde gegen Sambia überstanden wurde. Bei Olympia 2016 spielte Simbabwe gegen die deutsche Fußballnationalmannschaft der Frauen, die australische Fußballnationalmannschaft der Frauen und gegen die kanadische Fußballnationalmannschaft der Frauen, schied aber als Letzter ihrer Gruppe schon in der Vorrunde aus.

## Turnierbilanz

### Weltmeisterschaft
| - 1991: nach Auslosung der Qualifikation auf die Teilnahme verzichtet - 1995 und 1999: nicht teilgenommen - 2003: nicht qualifiziert - 2007 und 2011: nicht teilgenommen - 2015 und 2027: nicht qualifiziert |

### Afrikameisterschaft
| - 1991: Nach Auslosung der Qualifikation verzichtet - 1995: nicht teilgenommen - 1998: nicht teilgenommen - 2000: Vierter - 2002: Vorrunde | - 2004: Vorrunde - 2006: nicht teilgenommen - 2008: nicht qualifiziert - 2010: nicht teilgenommen - 2012: nicht qualifiziert | - 2014: nicht qualifiziert - 2016: Vorrunde - 2018: nicht qualifiziert - 2022: nicht qualifiziert - 2025: nicht teilgenommen - 2026: nicht qualifiziert |

### Olympische Spiele
| - 1996: nicht teilgenommen - 2000: nicht teilgenommen - 2004: nicht qualifiziert - 2008: nicht qualifiziert | - 2012: nicht teilgenommen - 2016: Vorrunde - 2020: nicht qualifiziert - 2024: nicht zugelassen |

### Afrikaspiele
- 2003: Vorrunde
- 2007: nicht teilgenommen
- 2011: Vorrunde
- 2015: nicht qualifiziert

### COSAFA Cup
- 2002: Zweiter
- 2006: Vierter
- 2011: Sieger[6]
- 2017: Zweiter
- 2018: Vorrunde
- 2019: Dritter
- 2020: Vorrunde
- 2021: Vorrunde
- 2022: nicht teilgenommen
- 2023: Vierter
- 2024: Vorrunde

## Aktueller Kader
Kader für die Olympischen Spiele 2016:
| Nr.          | Spieler             | Geburtsdatum | Verein               | Länder- spiele | Länder- spieltore |     |     |     |     |     |     |     |
| Tor          | Tor                 | Tor          | Tor                  | Tor            | Tor               | Tor | Tor | Tor | Tor | Tor | Tor | Tor |
| ------------ | ------------------- | ------------ | -------------------- | -------------- | ----------------- | --- | --- | --- | --- | --- | --- | --- |
| 1            | Chido Dringirai     | 25.10.1991   | Flame Lily Queens FC | 0?             | 0?                |     |     |     |     |     |     |     |
| 16           | Lindiwe Magwede     | 01.12.1991   | Cyclone Stars FC     | 0?             | 0?                |     |     |     |     |     |     |     |
| Abwehr       |                     |              |                      |                |                   |     |     |     |     |     |     |     |
| 2            | Lynett Mutokuto     | 01.09.1988   | Black Rhinos FC      | 0?             | 0?                |     |     |     |     |     |     |     |
| 3            | Shiela Makoto       | 14.01.1990   | Simbabwe             | 0?             | 0?                |     |     |     |     |     |     |     |
| 4            | Nobuhle Majka       | 09.05.1991   | Inline Academy FC    | 0?             | 0?                |     |     |     |     |     |     |     |
| 14           | Eunice Chibanda     | 26.03.1996   | Black Rhinos FC      | 0?             | 0?                |     |     |     |     |     |     |     |
| Mittelfeld   |                     |              |                      |                |                   |     |     |     |     |     |     |     |
| 5            | Msipa Emmalulate    | 07.06.1992   | Black Rhinos FC      | 0?             | 0?                |     |     |     |     |     |     |     |
| 6            | Talent Mandaza      | 11.12.1985   | Black Rhinos FC      | 0?             | 0?                |     |     |     |     |     |     |     |
| 8            | Rejoice Kapfumvuti  | 18.11.1991   | Inline Academy FC    | 0?             | 0?                |     |     |     |     |     |     |     |
| 10           | Mavis Chirandu      | 15.01.1995   | Weerams FC           | 0?             | 0?                |     |     |     |     |     |     |     |
| 11           | Daisy Kaitano       | 20.09.1993   | Black Rhinos FC      | 0?             | 0?                |     |     |     |     |     |     |     |
| 12           | Marjory Nyaumwe     | 10.07.1987   | Flame Lily Queens FC | 0?             | 0?                |     |     |     |     |     |     |     |
| Angriff      |                     |              |                      |                |                   |     |     |     |     |     |     |     |
| 7            | Rudo Neshamba       | 10.02.1992   | Weerams FC           | 0?             | 0?                |     |     |     |     |     |     |     |
| 9            | Samkelisiwe Zulu    | 14.04.1990   | Flame Lily Queens FC | 0?             | 0?                |     |     |     |     |     |     |     |
| 13           | Erina Jeke          | 16.09.1990   | Flame Lily Queens FC | 0?             | 0?                |     |     |     |     |     |     |     |
| 15           | Rutendo Makore      | 30.09.1992   | Black Rhinos FC      | 0?             | 0?                |     |     |     |     |     |     |     |
| 17           | Kudakwashe Basopo   | 18.07.1990   | Black Rhinos FC      | 0?             | 0?                |     |     |     |     |     |     |     |
| 18           | Felistas Muzongondi | 22.03.1983   | Mwenezana FC         | 0?             | 0?                |     |     |     |     |     |     |     |
| Trainerstab  |                     |              |                      |                |                   |     |     |     |     |     |     |     |
| Trainer      | Shadreck Mlauzi     |              |                      |                |                   |     |     |     |     |     |     |     |
| Anmerkungen: |                     |              |                      |                |                   |     |     |     |     |     |     |     |

## Spiele gegen Nationalmannschaften aus dem deutschsprachigen Raum

### Deutschland
| Datum          | Ort       | Ergebnis | Anlass           | Besonderheiten                           |
| 3. August 2016 | São Paulo | 1:6      | Olympia-Vorrunde | Erstes Spiel bei den olympischen Spielen |